# Karl Erhard Schmöger
Karl Erhard Schmöger CSsR (* 24. Februar 1819 in Ehingen an der Donau; † 14. August 1883 in Gars am Inn) war ein deutscher römisch-katholischer Theologe, der sich gegen die Unabhängigkeit der Philosophie von der theologischen Lehre aussprach und zur „mystischen Theologie“ beitrug.

## Leben
Karl Erhard Schmöger besuchte das Gymnasium in Ehingen, studierte von 1837 bis 1841 als Student des Wilhelmsstifts Theologie in Tübingen und trat anschließend in das Priesterseminar Rottenburg ein. Er empfing 1842 die Priesterweihe, war u. a. Hofmeister bei den Grafen von Rechberg und wurde 1846 Stadtpfarrer in Weißenstein.
1850 trat Schmöger in Altötting in den  Orden der Redemptoristen ein, wo er an der Ordenshochschule als Lesemeister der Dogmatik und Exegese tätig war. 1865 wurde er Rektor des Klosters Gars am Inn und 1868 Provinzial der Oberdeutschen Ordensprovinz. Ihm wurde „Gewissenstyrannei“ vorgeworfen. Als Anhänger des Ultramontanismus und der Neuscholastik denunzierte er die Tübinger Theologen Johann Baptist von Hirscher und Johannes von Kuhn bei der römischen Kurie. Auf seine Initiative hin wurde 1873 auch ein (postumes) Inquisitionsverfahren gegen den Regensburger Bischof Johann Michael Sailer angestrengt.
Schmöger veröffentlichte mehrere Schriften zur „mystischen Theologie“, insbesondere sprachliche Überarbeitungen von Texten von Clemens Brentano über Anna Katharina Emmerick und eine Biographie der später von der Kirche seliggesprochenen Ordensfrau. Er stand weiterhin in Kontakt zu Maria von Mörl und war Beichtvater und geistlicher Berater der Visionärin Louise Beck.

## Schriften (Auswahl)
- Himmlisches Manna für heilsbegierige Seelen. Regensburg 1883, OCLC 21993765.
- Das Leben unseres Herrn und Heilandes Jesu Christi. Nach den Gesichten der gottseligen Anna Katharina Emmerich. Im Auszug bearbeitet von dem Herausgeber der Tagebücher des Clemens Brentano. Regensburg 1864 (7. Auflage München 1926)
- Visionen von Martyrern – Folter, Tod und Machtsucht. Anna Katharina Emmerich. Münster 2014, ISBN 3-447-05082-9.
- Anna Katharina Emmerich. Das Leben einer Augustinerin im ehemaligen Kloster Agnetenberg in Dülmen in Westfalen. Münster 2014, ISBN 978-3-943312-32-4.